# Marko Pantelić
Marko Pantelić ( Марко Пантелић) (Belgrád, 1978. szeptember 15.) szerb válogatott labdarúgó.

## Karrierje

### Kezdetek
Pantelić a Crvena zvezda utánpótlás csapataiban kezdett el játszani, mikor az apja munkát kapott Thesszalonikiben és családjával együtt Görögországba költöztek. Pantelić még csak 14 éves volt, amikor 2 és fél éves profi szerződést kapott a PAE Iraklísz csapatától. 17 évesen a francia Paris Saint-Germain ajánlatát fogadta el és többek között ilyen sztárok mellett játszhatott, mint Rai, Marco Simone és a Leonardo. Azonban nem sokat játszott francia csapatában, mivel a szezont kölcsönben a svájci Lausannenél töltötte, ahol 21 meccsen 14 gólt szerzett.
A következő állomása a spanyol RC Celta de Vigo csapata volt, de itt is kölcsönadták ezúttal az osztrák SK Sturm Graz csapatának.

### Az Obilić, a Smederevo, és a Crvena zvezda csapataiban
2002 nyarán Pantelić hazatért Szerbiába és szerződét kötött az FK Obilić csapatával. 24 évesen így újabb lehetősége adódott karrierje újrakezdéséhez, a sikertelen külföldi kitérők után. 2003 januárjában már új csapatában az FK Smederevóban nyújtott jó teljesítményt. 2003-ban megnyerte a Jugoszláv kupát csapatával. A Crvena zvezda
figyelmét is felkeltette Pantelić jó teljesítménye és 2004 januárjában le is igazolták.

### Hertha BSC
2005. augusztus 31-én a Hertha 250 ezer euróért igazolta le. A 2005/06-os szezonban 28 bajnoki mérkőzésen 11 gólt rúgott. 2006 áprilisában a piaci értéke 1,5 millió euró volt és ezzel ő volt a Hertha legdrágább csatára. Az újabb szerződés aláírása után a következő szezonja még jobban sikerült és 32 bajnokin mérkőzésen 14 gólt szerzett. A 2007/08-as szezonban 13 gólt szerzett 28 bajnokin. 2009. március 17-én Pantelić tagadta, hogy más klubokkal tárgyalt volna és ezért a klub nem ajánlott neki újabb szerződést. 2009 nyarán szabadon igazolhatóvá vált.

### Ajax
2009. szeptember 1-jén az orvosi vizsgálatok után Pantelić egyéves szerződést írt alá a holland AFC Ajax csapatával, ahol a 9-es számú mezt kapta meg. A szezon során 25 bajnoki mérkőzésen 16 gólt szerzett és emellett még 9 gólpasszt is adott csapattársainak. A szezon után az AFC Ajax egy újabb egyéves szerződést kínált neki, de nem fogadta el, mert voltak ajánlatai más kluboktól, akik több éves szerződést kínálnak neki.

### Olimbiakósz
2010. augusztus 21-én a görög Olympiacos FC ingyen szerezte meg a szerb csatárt, akivel 2 éves szerződést kötöttek és Pantelić 1,6 millió eurót keresett évente. A Panserraikos elleni meccsen megszerezte első gólját új csapatában. 2011 december 11-én mesternégyest szerzett a Kerkyra FC csapata ellen.

## Válogatottban
Bár már 2003-ban debütált Pantelic a nemzeti csapatában, csak 2006-tól hívták be egyre gyakrabban a válogatottba, amikor ő már majdnem 28 éves volt. A 2010-es világbajnokságon tagja volt a szerb válogatottnak és megszerezte első vb gólját az Ausztrália elleni 2-1-re elvesztett mérkőzésen. A 2012-es Eb selejtezőkön 3 gólt szerzett, de csapata nem jutott ki az Európa bajnokságra.